# Адолф Рудницки
А̀долф Руднѝцки, с рождено име Арон Хиршхорн (на полски: Adolf Rudnicki) е полски писател прозаик и есеист от еврейски произход. Участва във Варшавското въстание като войник от Армия Крайова.

## Биография
Роден е на 22 февруари 1909 г. в град Жабно, близо до Тарнов, в семейството на Неха (с моминско име Шнайдер) и Исаак Хиршхорн. Завършва търговското училище във Варшава през 1931 г., след което работи в банка. През 1944 г. става член на Полската работническа партия (ПРП).
Умира на 14 ноември 1990 г. във Варшава и е погребан на военното гробище в квартал Повонзки.

## Творчество
Рудницки прави своя литературен дебют през 1930 г. с публикуването на новелата „Шмерч оператора" (Śmierć operatora) във вестник Куриер Поранни.

### Произведения
- Szczury (1932 г.)
  - Плъхове (роман)
- Żołnierze (1933 г.)
  - Войници (роман)
- Niekochana (1937 г.)
  - Необичана, С., Изд. „Народна култура". 1983. (превод: Катя Митова)
- Lato (1938 г.)
  - Лято (новела)
- Doświadczenia (1939 г.)
- Żywe i martwe morze (1952 г.)
  - Живото и мъртвото море (сборник с новели)
- Narzeczony Beaty (1961 г.)
  - Годеникът на Беата
- Kupiec łódzki (1963 г.)
  - Лодзкият търговец
- Pył miłosny (1964 г.)
  - Любовен прах